# Led (román)
Led je polský román Jacka Dukaje. Román kombinuje alternativní historii s prvky sci-fi, zejména s alternativní fyzikou a logikou. Autor za knihu obdržel v roce 2009 Cenu Evropské unie za literaturu. Český překlad knihy v roce 2022 obdržel ocenění Magnesia Litera za překlad.

## Překlad
Český překlad románu vyšel v roce 2021 pod nakladatelstvím Host a v následujícím roce vyhrál překladatelskou kategorii ceny Magnesia Litera.